# 林行止
林行止，OBE（1940年—），原名林山木，另有筆名史威德，香港人，籍貫廣東潮州澄海。香港《信報財經新聞》創辦人，長期主持報刊筆政，有「香江第一健筆」之美稱。他早年在廣東省汕頭市澄海區出生和生活，曾就讀廣州旅汕學校和廣東汕頭華僑中學。他有三名弟妹。父親於1949年赴香港工作，獨留林與母親和弟妹四人在汕頭居住。由於遭逢1950年代中國內地動盪的政治環境，林行止曾與家人流落街頭，直至在1960年代來港才得以過上穩定生活。他在1965年取得劍橋文學及工業學院經濟學學士學位。

## 事業
林行止1960年代曾於香港《明報》任資料搜集員，1965年在英國劍橋工業學院（Cambridgeshire College of Technology）修讀經濟，1969年畢業回港。當時香港經濟起飛，林被《明報》老闆查良鏞羅致開辦《明報晚報》（1969年－1973年）出任副總編輯，主管經濟版。但到1973年初，股市極盛而衰大幅狂瀉，《明報晚報》銷量大跌，查決定縮減財經版內容，擴展軟性的娛樂新聞，增加馬經等副刊。林對此不滿，離開該報。
在報界前輩羅治平鼓勵和支持下，林與妻子駱友梅和羅三人合力籌辦《信報》，另一位從未真正出資，亦無任何職務的股東，是香港70至90年代股壇名人香植球的代表鄧蔚天。《信報》1973年7月3日正式印行，一年多後羅治平退股。1974年尾，《信報》財政因入不敷支陷入困境，得香植球資助渡過難關。《信報》自1975年中擺脫赤字。財政漸見穩定後，林向香提出歸還資本欠款，香撕毀借據祝福他此後發展順利，且其代表從股東名冊退下。《信報》股權自此由林氏夫婦全數持有。
1975年－1976年間，林行止羅致前《明報晚報》同事、其時任職投資公司、公餘以筆名思聰和曹仁超為《信報》撰寫專欄的曹志明為《信報》的受薪職員，職位是資料室主任；再幾年後，更邀他入股，購入百分之五的股份。
1977年4月，林行止當社長的《信報財經月刊》創刊。《信報》1978年起漸入佳境，開始逐步擴充，自置廠房、印刷機器和員工宿舍，在財金界亦開始漸有地位，曾被行內記者選為最有公信力的香港報章。
林行止由1973年至1996年末，二十四年來每天在《信報》撰寫社論《政經短評》，分析評論香港及世界政經形勢，被譽為「香江第一健筆」。他因工作緊迫及疲憊，於1997年初停寫內容不得不局限於時評的社論，轉寫時間壓力較輕的《林行止專欄》。林善於以深入淺出的方式寫經濟理論，題材廣泛，不限於政經，也包括各類嗜好、古今中外所見所聞，其客觀和深入分析，加上過人洞察力，獲得高度評價。他多年的文章，更被結集成書於台灣、香港及大陸發行，文集包括《林行止政經短評》、《史威德作品集》及《林行止作品集》。
1997年，林行止把《信報》管理交棒給女兒林在山，但仍然繼續在《信報》撰寫專欄。林在山視事七、八年至誕下女兒後退出《信報》管理，林妻駱友梅於是重返報館主事，同時部署賣盤然後退休。
2005年12月，傳出林行止有意把《信報》股權售予電訊盈科主席李澤楷。至2006年8月8日，經多次洽談後，李澤楷終落實以3,500萬美元購入《信報》五成股份，並於2014年9月購入《信報》全數股權。
2019年8月，林行止連續45年240日撰寫專欄，獲《健力士世界紀錄》確認為「全球連續撰稿時間最長的報章專欄作家」。健力士公司代表在8月31日頒發獎狀，林行止表示「這是我的勤工獎，受之無愧，一於笑納」。
2021年7月29日，林行止在《信報》工作「四十八年零二十七天」後擱筆，他表示是在「筆者健康條件尚可，在大環境仍有選擇自由之下作出的自由選擇。」

## 家庭
林行止1971年與時任麗的電視新聞記者的駱友梅結婚，也即是無綫電視藝員駱應鈞和資深大律師駱應淦姻親。兩人育有女兒林在山和兒子林外山。
1991年獲英女皇頒授官佐勳章（OBE）。
1999年獲嶺南大學授予榮譽博士銜。
2009年獲香港大學頒授名譽社會科學博士學位。
2010年獲第二屆星雲真善美新聞傳播獎頒發傳播貢獻獎（香港地區）獎項。
2011年獲香港樹仁大學頒授榮譽社會科學博士學位。

## 軼事
2016年1月19日，林行止在《信報》一篇專欄文章中指蔡英文是四大卷《觀念史大辭典》五位審訂委員之一，以及曾中譯過劍橋大學政治學名教授史金納綜論馬基維利學說的論著《馬基維利》。但事實上林行止把任職中央研究院的同名研究員誤當為剛當選中華民國總統的蔡英文。
2020年9月2日，林行止在《信報》一篇專欄文章中指教育局局長楊潤雄和特首林鄭月娥分別表示「香港沒有三權分立」，此番言論乃「香港回歸後的特大新聞」香港對中國的存在價值，「皆因有把內地的垃圾變為外滙的市場機制，而此機制所以有化腐朽為神奇的功能，關鍵在於以『三權分立』為基礎的法治社會」。

## 著作

### 七十年代
- 《英倫采風錄》，林行止著，1973
- 《現代經濟成長》，西蒙．庫次內斯著，林山木譯，1976

### 八十年代
- 《香港前途問題的設想與事實：信報政經短評選集》，林行止著，1984

### 九十年代
- 《身外物語》，林行止著，1990
- 《怕死貪心》，林行止著，1990
- 《樓臺煙火》，林行止著，1990
- 《英倫采風。1》，林行止著，1990
- 《利字當頭》，林行止著，1992
- 《東歐變天》，林行止著，1992
- 《難定去從》，林行止著，1992
- 《戰海蜉蝣》，林行止著，1992
- 《理曲氣壯》，林行止著，1992
- 《蘇聯何解》，林行止著，1992
- 《賦歸風雨》，林行止著，1992
- 《求財若渴》，林行止著，1992
- 《前程未卜》，林行止著，1992
- 《民選好醜》，林行止著，1992
- 《情迷失位》，林行止著，1993
- 《沉寂待變》，林行止著，1993
- 《到處風騷》，林行止著，1993
- 《撩是鬥非》，林行止著，1993
- 《經濟門楣》，史威德著，1994
- 《經濟家學》，史威德著，1994
- 《投資族譜》，史威德著，1994
- 《排外誤港》，林行止著，1994
- 《旺市蓄勢》，林行止著，1994
- 《調控神州》，林行止著，1994
- 《熱錢興風》，林行止著，1994
- 《一脈相承》，史威德著，1995
- 《玩法弄法》，林行止著，1996
- 《死撑到底》，林行止著，1996
- 《無定向風》，林行止著，1996
- 《依樣葫蘆》，林行止著，1996
- 《永不回頭》，林行止著，1996
- 《人多勢寡》，林行止著，1996
- 《鬧酒政治》，林行止著，1996
- 《念在斯人》，林行止著，1996
- 《從此多事》，林行止著，1996
- 《核影幢幢》，林行止著，1996
- 《局部膨脹》，林行止著，1996
- 《根莖同生》，林行止著，1996
- 《股海翻波》，林行止著，1996
- 《劫後抖擻》，林行止著，1996
- 《金殼蝸牛》，林行止著，1996
- 《幹線翻新》，林行止著，1996
- 《治港牌章》，林行止著，1996
- 《政改去馬》，林行止著，1996
- 《衍生危機》，林行止著，1996
- 《誰敢不從》，林行止著，1997
- 《變數在前》，林行止著，1997
- 《釣台血海》，林行止著，1997
- 《粉墨登場》，林行止著，1997
- 《閒讀閒筆》，林行止著，1997
- 《原富精神》，林行止著，1997
- 《痼疾初發》，林行止著，1998
- 《破英立舊》，林行止著，1998
- 《如何是好》，林行止著，1998
- 《忠黨報港》，林行止著，1998
- 《通縮初現》，林行止著，1999
- 《本末倒置》，林行止著.1999
- 《英倫采風。2》，林行止著，1999
- 《英倫采風。3》，林行止著，1999
- 《英倫采風。4》，林行止著，1999
- 《終成畫餅》，林行止著，1999
- 《藥石亂投》，林行止著，1999

### 廿一世紀
- 《內部腐爛》，林行止著，2000
- 《有法無天》，林行止著，2000
- 《墜入錢網》，林行止著，2000
- 《千年祝願》，林行止著，2000
- 《林行止炒股100談》，林行止著，2001
- 《閒在心上：林行止自選集》，林行止著，2001
- 《中國製造》，林行止著，2002
- 《拈來趣味：林行止自選集》林行止著，劉紹銘主編，2003
- 《不「文」集》，林行止著，2004
- 《港人驅魔》，林行止著，2004
- 《閒讀偶拾》，林行止著，2004
- 《局勢高危》，林行止著，2004
- 《橫行天下》，林行止著，2004
- 《舞袖長風》，林行止著，2004
- 《當年2002》，林行止著，2004
- 《當年2003》，林行止著，2005
- 《當年2004》，林行止著，2005
- 《物外逍遙》，林行止著，2006
- 《樂在其中》，林行止著，2006
- 《當年2005》，林行止著，2006